# Simon Spang-Hanssen
Simon Spang-Hanssen (Kopenhagen, 13 april 1955) is een Deense jazzsaxofonist.

## Biografie
Spang-Hanssen speelt sinds 1970 saxofoon en werd in 1976 lid van John Tchicai's Strange Brothers. In 1978 formeerde hij zijn eerste kwartet Spacetrain met Ben Besiakov, Jesper Lundgaard en Axel Riel. In hetzelfde jaar kreeg hij de Ben Webster Prize. Tijdens de opvolgende jaren werkte hij met muzikanten als Ole Rømer, Jan Kaspersen, Peter Danstrup, Pierre Dørge, Doug Raney, Marilyn Mazur, Chuim, Mozar Terra, Attila Engin, Okay Temiz en de band Voodoo Gang uit Kameroen. In 1983 werd hij lid van de band van de Braziliaanse drummer Nenê, met wie hij door Denemarken en Frankrijk toerde en twee albums inspeelde.
In 1985 ging hij naar Parijs, waar hij optrad met eigen bands, muzikanten als Andy Emler, François en Louis Moutin, Denis Badault, Ramuntcho Matta, Nguyên Lê en Edouard Ferlet en het Orchestre National de Jazz (1991–1994). In 1995 formeerde hij het kwintet Maneklar met Mariane Bitran, Ole Theill, Peter Danstrup en Jacob Andersen.
In 1998 keerde Spang-Hanssen terug naar Kopenhagen, waar hij de band Central Earth (met onder andere Bjarne Roupé, Henrik Sveidahl, Jesper Sveidahl, Poul Reimann, Fredrik Lundin, Marc Davis en Anders Mogensen, 1998), het Simon Spang-Hanssen Quartet (met Thomas Clausen, Jesper Lundgaard en Billy Hart, 1999), het kwartet Flower Machine (met Thomas Agergaard, Klavs Hovman en Marilyn Mazur, 2000) en het Afro-jazzkwartet Eer Witness (met Felix Sabal-Lecco, Emil Spányi en Linley Marthe, 2001) formeerde.

## Discografie
- 1981: Soul of Fire met Ben Besiakov, Peter Danstrup en Jeppe Reipurth
- 1991-1994: Mardi Gras, Chez Toi met François Moutin, Steve Argüelles en Xavier Desandre Navarre
- 1997: Instant Blue met Bojan Zulfikarpašić, Michel Benita en Billy Hart
- 1998: Wondering met Mariane Bitran, Peter Danstrup, Jacob Andersen, Ole Theill, Klavs Nordsoe en Marilyn Mazur
- 1999: Identified met Thomas Clausen, Jesper Lundgaard en Billy Hart
- 2000: South of Nowhere met Jesper Sveidahl, Mariane Bitran, Fredrik Lundin, Henrik Sveidahl, Bjarne Roupe, Poul Reimann, Marc Davis, Anders Mogensen en Jacob Andersen
- 2000: Long Shadows met Thomas Clausen, Jesper Lundgaard en Ole Roemer

- Bibliothèque nationale de France: cb139427905 (data)
- Gemeinsame Normdatei: 134694007
- International Standard Name Identifier: 0000 0001 1897 9155
- Library of Congress Control Number: no2018174446
- Nationale Bibliotheek van Letland: 000038226
- MusicBrainz: 6ae60534-f517-4dd7-99b1-8cdce4f0994e
- Système universitaire de documentation: 22091012X
- Virtual International Authority File: 46951331
- WorldCat: E39PBJqw4pvPM69HfQB3pgB9Dq